# Zezé Abdalla
José Silvério Felício da Cunha, mais conhecido como Zezé Abdalla, é um médico e político brasileiro. Filiado ao PSDB, foi prefeito do município de Ponte Nova por dois mandatos consecutivos, entre 1997 e 2004. Antes de chefiar o Executivo, teve passagem pela Câmara Municipal como vereador.

## Origens e Carreira na Medicina
Proveniente de uma família com forte tradição na medicina e na vida pública de Ponte Nova, Zezé Abdalla é neto de Abdalla Felício, que também foi um proeminente médico e prefeito do município. Seguindo os passos da família, formou-se em medicina com especialização em pediatria.
É sobrinho-neto de Raimundo Bellico Sobrinho, que também chefiou o executivo municipal, entre 1959 e 1963.

## Carreira Política

### Vereança
A trajetória política de Zezé Abdalla teve início em 1988, quando foi eleito vereador pelo MDB. Durante seu mandato, que se estendeu de 1989 a 1992, destacou-se na oposição à gestão do então prefeito Sette de Barros. Sua atuação o levou a concorrer à presidência da Câmara Municipal, consolidando sua imagem como uma nova liderança na política local.

### Prefeito de Ponte Nova (1997-2004)
Já filiado ao PSDB, Zezé Abdalla foi eleito prefeito de Ponte Nova por dois mandatos consecutivos, tendo como vice-prefeito em ambas as gestões o político Baltazar Antônio Chaves, do PL.
Sua primeira vitória, em 1996, foi conquistada com 12.716 votos. Em 2000, foi reeleito com 13.498 votos, demonstrando a aprovação de sua primeira administração junto ao eleitorado.

#### Resultados Eleitorais
| Ano  | Partido | Vice-Prefeito (Partido)      | Votos  | % Votos Válidos | Resultado |
| ---- | ------- | ---------------------------- | ------ | --------------- | --------- |
| 1996 | PSDB    | Baltazar Antônio Chaves (PL) | 12.716 | 45,8%           | Eleito    |
| 2000 | PSDB    | Baltazar Antônio Chaves (PL) | 13.498 | 40,5%           | Reeleito  |

Sua gestão de oito anos foi caracterizada por um foco no desenvolvimento econômico. Um dos marcos de sua administração foi o apoio à instalação de importantes empreendimentos na cidade, como o frigorífico Saudali, que se tornou um dos pilares da economia local.